# Peng Huanwu
Peng Huanwu (Chinês: 彭桓武; Changchun, Jilin, 6 de outubro de 1915 – 28 de fevereiro de 2007) foi um físico teórico chinês. Foi membro da Academia Chinesa de Ciências e líder do projeto chinês de armas nucleares.